# Brazzaleyrodes eriococciformis
Brazzaleyrodes eriococciformis es un hemíptero de la familia Aleyrodidae, con una subfamilia: Aleyrodinae.
Brazzaleyrodes eriococciformis fue descrita científicamente por primera vez por Cohic en 1966.